# Judith Magre
Judith Magre; właściwie Simone Dupuis (ur. 20 listopada 1926 w Montier-en-Der) – francuska aktorka filmowa i teatralna oraz piosenkarka.
Jej aktorska kariera trwa nieprzerwanie od końca lat 40. XX wieku. Ma na swoim koncie liczne role zarówno w teatrze jak i w filmie. Grała w wielu paryskich teatrach; m.in.: Théâtre Fontaine, Grand Guignol, Théâtre des Mathurins, Théâtre de l’Odéon, Théâtre des Bouffes-Parisiens, Théâtre du Vieux-Colombier; od 1963 związana była z Narodowym Teatrem Popularnym (Théâtre national populaire). Występowała w filmach tak cenionych reżyserów jak: Christian-Jaque, André Hunebelle, Julien Duvivier, Louis Malle (Kochankowie), Vittorio De Sica (Siedem razy kobieta), Claude Lelouch (Łobuz, Całe nasze życie, Czy zabiła?), Denys Arcand (Jezus z Montrealu), Paul Verhoeven (Elle).
Jest obecnie  drugą najstarszą aktywną zawodowo francuską aktorką po Brigitte Auber.

## Wybrana filmografia

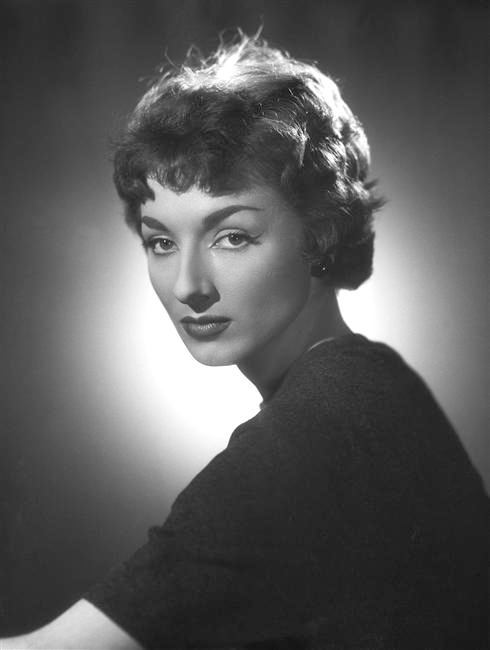
Judith Magre w 1952

- Skandal w Clochemerle (1948) jako Hortense Girodot
- Czarujące istoty (1952) jako operatorka telefonu
- Długie zęby (1953) jako sekretarka Louisa
- Kapitan Pantoufle (1953) jako dziewczyna
- Tata, mama, gosposia i ja (1954) jako Germaine, pracownica biura prawniczego
- Wielkie manewry (1955) jako Émilienne
- Paryżanka (1957) jako Irma
- Jak włos w zupie (1957) jako dziennikarka
- Człowiek w nieprzemakalnym płaszczu (1957) jako Eva
- Wszystko dla pań (1957) jako Rachel
- Kochankowie (1958) jako Maggy Thiebaut-Leroy
- Dialogi karmelitanek (1960) jako Rose Ducor
- Siedem razy kobieta (1967) jako "Gorzka trzydziestka", prostytutka
- Łobuz (1970) jako madame Gallois
- Całe nasze życie (1974) jako matka Davida
- Czy zabiła? (1975) jako kobieta z psem
- Jezus z Montrealu (1989) jako madame Célèbre, znana aktorka
- Nathalie... (2003) jako matka Catherine
- Antidotum (2006) jako madame Marty, matka Jacquesa-Alaina
- Kobieta z Deauville (2007) jako księżna
- John Adams (2008; miniserial) jako Anne-Catherine de Ligniville Helvétius
- Pogrzeb babci Berthe (2012) jako madame De Tandévou
- Elle (2016) jako Irène Leblanc, matka Michèle
- Nareszcie emerytura! (2019) jako Line "Mamiline", matka Philippe'a
- Wszystko poszło dobrze (2021) jako Simone
- Nareszcie emerytura! 2 (2022) jako Line "Mamiline", matka Philippe'a
- Pourquoi tu souris ? (2024) jako Rita Dupont-Valois
- Le Molière imaginaire (2024) jako markiza de Rohan